# Azərbaycan Dəmir Yolları

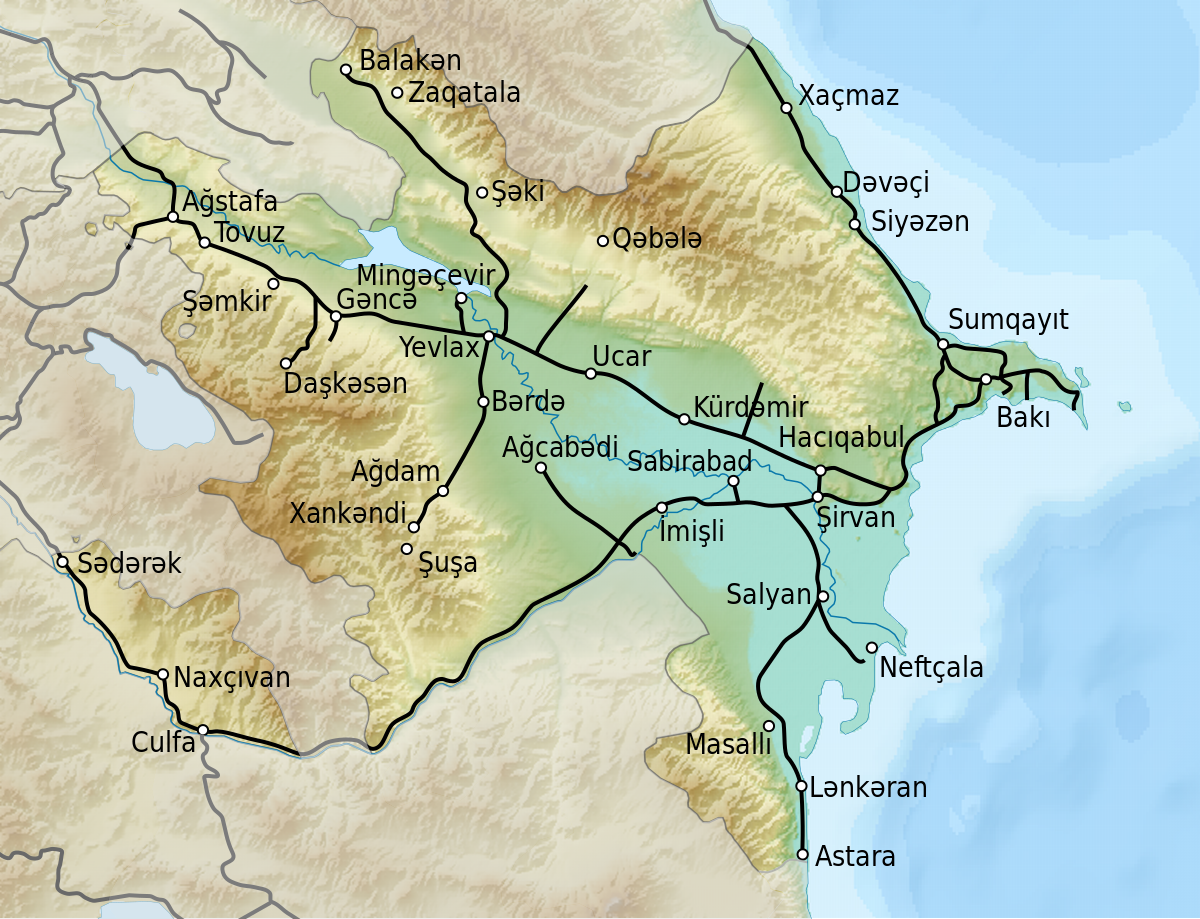
Karta över Azerbajdzjans järnvägsnät

Azərbaycan Dəmir Yolları, förkortat ADY (svenska: Azerbajdzjans järnvägar), är Azerbajdzjans statliga järnvägsbolag som ansvarar för person- och godstrafik på järnväg samt tillhörande järnvägsinfrastruktur.
Bolaget grundades år 1991 och ersatte det tidigare Sovjetunionens järnvägar, efter Sovjetunionens upplösning och Azerbajdzjans självständighet samma år. ADY är medlem i den Internationella järnvägsunionen (UIC).
Dagens järnvägsnät bygger på det som byggdes under tsartiden och sovjettiden och har bredspår (1 520 mm). Nätet består av omkring 2 932 kilometer spår. Hittills är 1 272 kilometer (43%) av spåret elektrificerat med 3 kV DC. 2 117 km kilometer (72%) är enkelspår och 815 km kilometer (28%) är dubbelspår.